# 菊池隆志
菊池 隆志（きくち たかし、1969年11月22日 - ）は、日本の俳優。茨城県久慈郡水府村（現：常陸太田市）出身。身長 177 cm。血液型はO型。長谷川事務所所属。

## 人物・来歴
- 高倉健に憧れて、俳優を志す。出演作品は東映作品が多い。基本的には映画よりもテレビが多い。
- 『仮面ライダークウガ』で初レギュラー、柏原仁（研究員）役を務める。

## 出演

### 映画
- GO（2001年）
- ホタル（2001年）
- 突入せよ! あさま山荘事件（2002年）
- 陽はまた昇る（2002年）
- 半落ち（2004年） - 廷吏（ていり） 役
- 渋谷物語（2005年）
- まだまだあぶない刑事（2005年）
- 同じ月を見ている（2005年）
- クローンは故郷をめざす（2007年）
- ふうけもん（2008年）
- 桜田門外ノ変（2010年）

### テレビドラマ

#### NHK
- 乙女のパンチ（2008年）
- BS時代劇「塚原卜伝(全七話)」 第1話「鹿島の太刀」・第2話「御前試合」（2011年）

#### 日本テレビ系列
- 火曜サスペンス劇場
  - 「弁護士・高林鮎子21 上毛高原 逆流の殺意」（1997年）
  - 「弁護士・高林鮎子29 フレッシュひたち17号の偽証」（2001年）
  - 「女の家」（2003年） - 暴漢 役
  - 「デパ地下の女 2」（2005年） - ワサビ園従業員 役
  - 「街の医者・神山治郎9 放火する女」（2005年） - 不動産屋：小杉 役
- 鑑識の神様（2003年） - 木村教授 役
- 戦後最大の疑獄事件-ロッキード事件（2003年） - 水野検事 役
- DRAMA COMPLEX
  - 「ブラックウィドー 未亡人」（2005年） - 取材記者 役
  - 「塀の中の懲りない女たち 〜宇都宮刑務所2006」（2006年） - タクシー運転手：秋山 役

#### TBS系列
- ハンマーセッション! vol.6（2010年） - 不動産 役
- クロヒョウ 龍が如く新章 第6章（2010年） - 刑事課長 役
- 月曜ゴールデン
  - 「万引きGメン・二階堂雪〔16〕美顔・カリスマ美容師」（2007年） - 葉山刑事 役
  - 「万引きGメン・二階堂雪〔17〕最期の嘘」（2008年） - 田中哲人刑事 役
  - 「万引きGメン・二階堂雪〔18〕緊急遺言」（2009年） - 有田（消防士） 役
  - 「万引きGメン・二階堂雪〔19〕カリスマ風水師・死を呼ぶアクセサリー」（2010年）
  - 「上条麗子の事件推理 7 〜死を呼ぶ越中富山の湯〜」（2010年） - 石崎浩 役
  - 「警視庁心理捜査官・明日香2 復讐」（2012年2月13日）
  - 「制服捜査」（2013年8月12日） - 長嶺刑事 役
- ドラマ特別企画「内藤大助物語 〜いじめられっ子のチャンピオンベルト〜」（2008年） - レフェリー 役
- 月曜ミステリー劇場
  - 「ざこ検事 潮貞志の事件簿2 〜貞志の事件簿〜」（2003年） - 良輔の父親 役
  - 「占い師みすず 事件は運命の彼方に」（2006年） - 所轄署刑事 役
- 水曜プレミア「お母さん、もっと生きたかった」（2004年） - 書記官：水村

役
- 月曜名作劇場
  - 「十津川警部シリーズ (内藤剛志)5」（2018年） - 並木和也

#### フジテレビ系列
- 金曜エンターテイメント
  - 「浅見光彦シリーズ 第17弾 -秋田殺人事件-」（2003年） - 政治記者 役
  - 「浅見光彦シリーズ 第18弾 -菊池伝説殺人事件-」（2004年） - ホテルフロントマン 役
  - 「踊る!親分探偵 1」（2005年） - 人力車夫 役
  - 「浅見光彦シリーズ 第25弾 -箸墓幻想-」（2006年） - 考古学研究員：菊池タカシ 役
- 金曜プレステージ
  - 「浅見光彦シリーズ 第28弾 -竹人形殺人事件-」（2007年） - 西川刑事 役
  - 金曜プレステージ特別企画「浅見伝説三部作 第1弾 -耳なし芳一からの手紙-」（2007年） - 近藤 役
  - 金曜プレステージ特別企画「浅見伝説三部作 第2弾 -熊野古道殺人事件-」（2007年） - 川辺刑事 役
  - 金曜プレステージ特別企画「浅見伝説三部作 第3弾 -天河伝説殺人事件-」（2007年） - 水上流高弟：竹宮 役
  - 「浅見光彦シリーズ 第33弾 -後鳥羽伝説殺人事件-」（2008年） - 新祖 役
  - 「浅見光彦シリーズ 第36弾 -鐘-」（2009年） - 大淀政男 役
  - 「浅見光彦シリーズ38」（2010年） - 中川刑事 役
  - 「浅見光彦シリーズ42」（2011年） - 窪田一彦 役
  - 「浅見光彦シリーズ」（2012年） - 小池刑事（小松署） 役
  - 「浅見光彦シリーズ46」（2013年） - 宮下和生 役
  - 「浅見光彦シリーズ 第48弾 -幻香-」（2013年9月6日） - 井上 役

#### テレビ朝日系列
- ビーファイターカブト 第40話（1996年） - チャリティーコンサート係員 役
- 仮面ライダーシリーズ
  - 仮面ライダークウガ（2000年） - 柏原仁研究員 役（レギュラー）
  - 仮面ライダークウガ EPISODE5「距離」（2000年） - 警官 役
  - 仮面ライダーアギト テレビスペシャル「新たなる変身」（2001年） - 冒頭の会社員 役
  - 仮面ライダー龍騎 第12話（2002年） - 駅員 役
  - 仮面ライダーW 第39話（2010年） - 映画館のマネージャー 役
- はぐれ刑事純情派
  - 第15シリーズ 第22話「張り込み」（2002年） - 富岡裕一 役
  - 新春スペシャル「東京-稚内-礼文島北の最果て宗谷岬、それぞれの旅立ちさよなら、三波主任!」（2003年） - 取材記者 役
  - スペシャル「さよなら林刑事…生きるんだ！東京-熊本-阿蘇山噴火口、安浦刑事決死の潜入大捜査線」（2004年） - 旅館フロントマン 役
  - 第18シリーズ 最終話「安浦刑事よ永遠に」（2005年） - 麻薬捜査官 役
  - スペシャル「帰ってきた安浦刑事そして…さよなら田崎刑事」（2005年） - ヤク中の男：坂下 役
  - スペシャル「摩周湖の女」（2006年） - 中堅外科医 役
  - スペシャル「安浦刑事、辞職を賭けた最後の捜査」（2009年） - ネットカフェ難民 役
- 相棒
  - season2 第1話「ロンドンからの帰還〜ベラドンナの赤い罠」＆第2話「特命係復活」（2003年） - 捜査員 役
  - season2 第9話「少年と金貨」（2003年） - 録音班刑事 役
  - season3 第4話「女優〜前編〜」（2004年） - 警官 役
  - season4 第11話「汚れある悪戯」（2005年） - 警官 役
  - season7 第6話「希望の終盤」（2008年） - 将棋新聞記者 役
  - season9 第5話「運命の女性」（2010年） - 警備員 役
- はみだし刑事情熱系
  - PART7 第5話「人質は水槽に?密室の刑事と仮面の女!」（2003年） - 仙洞政雄 役
  - PART8 第5話「折鶴の涙 奪われた娘の未来…」（2004年） - 上川刑事 役
- 異議あり!女弁護士大岡法江（2004年） - 矢口拓自 役（レギュラー）
- 刑事部屋〜六本木おかしな捜査班〜 第10話（2005年） - 高月の子分 役
- PS -羅生門- 警視庁東都署 第1 - 11話（2006年） - 羅生門刑事：菊池 役（レギュラー）
- 金曜ナイトドラマ「アンナさんのおまめ」（2006年） - 盗撮趣味の変態中年男 役
- 警視庁捜査一課9係
  - 年末スペシャル「2006年最後の事件」（2006年） - 監察官 役
  - season2 第1話「巌窟王の復讐」・第2話「殺人係長」（2007年） - 警官 役
  - season3（2008年） - 医者：佐伯幸二郎 役（準レギュラー）
  - season7 第7話「穏やかな死体」（2012年） - 管理人 役
- 警視庁捜査ファイル さくら署の女たち 第6話「狙われた人妻! 火傷で死んだ刺殺体の謎」（2007年） - 裁判長 役
- ゴンゾウ 伝説の刑事 第8話「鍵を握る女」（2008年） - 刑務官
- 臨場 第3話「真夜中の調書」（2009年） - 看守 役
- ドラマスペシャル「SP〜警視庁警護課〔1〕」「〜定年間近の刑事が挑む15年前の未解決美女連続殺人! 東京〜京都〜大阪、元総理の娘の警護に迫る殺人者の影・犬が運ぶ脅迫状!?真犯人の密室トリック…〜」（2011年） - 冒頭の刑事 役　ラストにもチラリ
- スーパー戦隊シリーズ
  - 特命戦隊ゴーバスターズ 第32話「ギャバンとの友情タッグ!」（2012年） - 研究員A（菊池タカオ） 役
  - 獣電戦隊キョウリュウジャー ブレイブ31（第31話）「バーカンス!えいえんのホリデー」（2013年9月29日） - 商店街の町会長 役
  - 王様戦隊キングオージャー 第1話「我は王なり」（2023年） - 農家長 役
- おかしな刑事（2017年） - 醍醐正範 役
- 警視庁・捜査一課長 - 井上孝介 役
  - season4 2020（2020年4月 - 9月）
  - season5 2021（2021年4月 - 6月）
  - season6 2022（2022年4月 - 6月）
  - スペシャル（2024年4月18日）[2]
- 日曜ワイド
  - 「おかしな弁護士」（2017年） - 遠山刑事 役
  - 「おかしな弁護士」（2018年） - 野上豊一 役
- 土曜ワイド劇場
  - 「おかしな二人〔2〕能登金剛殺人慕情!金沢・和倉温泉から消えた謎の女」（2002年8月3日） - 漆職人 役
  - 「土曜ワイド劇場25周年記念スペシャル・牟田刑事官VS終着駅の牛尾刑事〔2〕暗渠の連鎖 刑事の妹も襲われた！ひとり魔連続殺人、函館〜富士の樹海に三重逆転…」（2002年12月28日） - 柳巡査 役
  - 「森村誠一の終着駅シリーズ〔16〕壁の目 誰かが殺人をのぞいている!雨の新宿で誘惑した女 黒部峡谷〜宇奈月温泉で殺された女の接点」（2003年7月5日） - 日下部刑事 役
  - 「おかしな刑事〔1〕鴨志田新一 叩き上げ刑事とキャリア警視の父娘が挑む連続殺人!伊勢志摩の真珠に秘められた謎の連鎖」（2003年8月23日） - 建設会社社員 役
  - 「検事・朝日奈耀子〔3〕聴診器を持つ女検事・娘を8年間奪われた母・心臓停止55分前!紫の唇が暴く誘拐トリック…」（2005年7月9日） - 伊香保署の刑事 役
  - 「刑事の妻〜デカツマ〜〔1〕魅惑の黒髪連続殺人・夫に逮捕された凶悪犯が出所した!復讐か?妻を狙う妖しい影…」（2005年7月30日） - 制服警官 役
  - 「おかしな刑事〔2〕飛騨高山〜郡上八幡殺人ルート つぶれたタバコが暴いた殺意」（2005年8月6日） - 旅館フロントマン 役
  - 「森村誠一の終着駅シリーズ〔19〕死者の配達人・不倫妻が呼んだ火災連続殺人!雪の大牧温泉殺人者と謎の女…運命の旅」（2006年3月25日） - 庄川署の警官 役
  - 「おかしな刑事〔3〕美人モデル殺人 伊香保温泉に金と愛欲の罠!」（2006年6月24日） - 観光地カメラマン 役
  - 「新船長の航海事件日誌」（2006年7月8日） - 代議士秘書：大里隆夫 役
  - 「新聞記者・鶴巻吾郎〔1〕“幻の女”に抱きつかれて、私が殺人犯に!!別所温泉・祇園祭の列に、連続死の謎が!?」（2006年8月5日） - バーテンダー 役
  - 「検事・朝日奈耀子〔5〕仙台〜松島、殺意の旅・左右35mm差の足跡が暴く完全犯罪トリック!敏腕女弁護士との対決・朝日奈検事失脚の危機…」（2006年11月11日） - 酔っ払いの観光客 役
  - 「弁天祐美子法律事務所〔1〕塀の中から来た主婦弁護士。記憶を消された殺人被疑者!? 重さ×距離＝死体移動トリック。卵料理と墜落死の接点。」（2007年4月28日） - 警官 役
  - 「東京駅お忘れ物預り所〔1〕大分発寝台特急富士連続殺人・夜行列車から殺人告発の手紙が!?死んだ女の謎の落し物!!」（2007年5月5日） - 鑑識員 役
  - 「西村京太郎トラベルミステリー〔48〕みちのく殺意の旅」（2007年5月26日） - 芸術館職員：安藤 役
  - 「おかしな刑事〔4〕海面2メートル!時間差殺人の謎　赤水門と西伊豆堂ケ島の殺意」（2007年8月11日） - 画家：菊池 役
  - 「検事・朝日奈耀子〔6〕医師&検事…2つの顔を持つ女!温かい死体、鬼怒川温泉殺人連鎖!!川が結ぶ殺意の奔流」（2008年1月12日） - 野上幸夫巡査 役
  - 「法律事務所〔2〕十字架型に重なる二つの死体〜乗馬クラブ殺人事件!」（2008年4月12日） - 漁師：影山 役
  - 「新聞記者・鶴巻吾郎〔2〕北陸金沢〜加賀温泉郷、「山中節」殺人事件!」（2008年8月23日） - 山中座の常連客 役
  - 「越境捜査〔1〕捜査エリアの盲点を突く　警察幹部連続殺害計画!」（2008年9月11日） - 刑事 役
  - 「東京駅お忘れ物預り所〔2〕寝台特急サンライズ瀬戸〜暁の殺人トリック!!謎を乗せてN700系新幹線が走る!?二枚の涙の乗車券」（2008年10月25日） - エンドロールのバックで喧嘩する夫婦の夫 役
  - 「検事・朝日奈耀子〔7〕生きたまま死後硬直!?医師の顔を持つ女検事vs“4回殺された男”時間逆流トリック!」（2009年3月7日） - 山中署の横田伸一刑事 役
  - 「おかしな刑事〔5〕居眠り刑事とエリート女警視 新潟十日町着物ショーに父娘潜入捜査!」（2009年3月28日） - タクシー運転手 役　冒頭の落語家の苦しむ声
  - 「法律事務所〔3〕芦ノ湖畔高級別荘地連続殺人!」（2009年4月4日） - 写真店の店主 役
  - 「新聞記者・鶴巻吾郎〔3〕天女伝説殺人事件！鶴巻の元恋人に、殺人容疑…ルームサービスの死角に謎が」（2009年8月29日） - 若松刑事 役
  - 「検事・朝日奈耀子〔8〕医師&検事〜2つの顔を持つ女!空飛ぶ注射針トリック!?殺人犯を透視する“女”の罠」（2009年10月31日） - ホテルフロントマン 役
  - 「おかしな刑事〔6〕居眠り刑事とエリート女警視の父娘捜査・日光鬼怒川、明智伝説がつなぐ二つの転落死体!光秀は生きていた」（2010年4月3日） - 平松伸太郎 役
  - 「検事・朝日奈耀子〔9〕医師&検事〜2つの顔を持つ女!那須温泉へと続く“透明な血痕”」（2010年7月17日） - タクシー会社の社員 役
  - 「100の資格を持つ女〔4〕特命潜入！ウエディングプランナー連続殺人事件!!情念の花嫁衣装と偽装殺人の謎…容疑者はバツイチ刑事の妻と娘!?」（2010年8月28日） - 市原康雄（花屋の店員） 役
  - 「西村京太郎トラベルミステリー〔54〕伊豆の海に消えた女」（2010年10月2日） - ラストシーン近くの医師 役
  - 「新聞記者・鶴巻吾郎〔4〕青梅―磐梯山に徳川埋蔵金を探す…伝説が呼ぶ湯煙り連続殺人!!土湯こけしが唄う民謡にお宝の謎!?（鶴巻吾郎の事件簿 〔4〕）」（2010年11月13日） - 菊池刑事 役
  - 「広域警察〔2〕時効廃止が運命を変えた！夫婦の絆と黄色リボンに隠された女の情念!!松本・小田原・横浜…連続殺人の点と線」（2011年5月21日） - 高級老人ホーム　シルバーキャッスル社員の村山 役
  - 「おかしな刑事〔7〕居眠り刑事とエリート警視の父娘捜査 サクラソウは見ていた!死体に付いた花弁と、女流画家の美しい罠」（2011年6月4日） - タクシー運転手 役
  - 「おかしな刑事〔8〕居眠り刑事とエリート警視の父娘捜査 東京タワーは見ていた!消えた少女の秘密・血痕が描く謎のルート」（2011年12月10日） - 鈴木支配人 役
  - 「検事・朝日奈耀子〔12〕医師＆検事…2つの顔を持つ女!白骨の女に4回殺された男!?海と陸の時刻表トリックを紫色の砂浜が暴く!!」（2012年6月2日） - ホテル天の丸フロントマン 役
  - 「おかしな刑事〔9〕居眠り刑事とエリート女警視の父娘捜査 鬼女の絵馬がつなぐ二つの死体」（2012年10月13日[3]） - 南知多の児童養護施設職員 役
  - 「警視庁・捜査一課長〜ヒラから成り上がった最強の刑事!」（2012年7月14日） - 井上孝介
  - 「西村京太郎トラベルミステリー〔59〕終着駅（読み：ターミナル）殺人事件」（2013年1月5日） - 鉄道警察官 役
  - 「おかしな刑事〔10〕花笠まつり殺人事件　二つの死体と似顔絵の美女　山形かみのやま温泉〜楽焼絵皿に謎」（2013年6月22日） - 刑事が聞き込みに来る蔵王温泉の竹細工店の店主
  - 「警視庁捜査一課長〜ヒラから成り上がった最強の刑事!〔2〕殺意の誕生日…手編みプローチが死を招く!?火事でも燃えない女」（2013年8月3日） - 井上刑事 役
  - 「森村誠一の終着駅シリーズ(第27弾)-悪の魂-」（2013年9月28日） - 東中野警察署の堺刑事 役
  - 「広域警察〔4〕東京〜札幌〜登別温泉、殺人犯は何処へ消えたのか?凶器は25年前に海に沈んだはずの拳銃!?」（2013年10月19日）
  - 「おかしな刑事〔11〕「女性弁護士殺人事件 池袋23時〜荒川水門24時 空白の1時間に何が？」（2014年6月7日） - 兵庫県三宮北警察署 刑事　菊池 役
  - 「おかしな刑事〔12〕美しき死体〜ゴミ屋敷殺人事件」（2015年7月25日） - 菊池明 役
  - 「おかしな刑事〔15〕消えた遺言書 内縁の夫が次々と死ぬ…疑惑の女と娘の遺産争い 婚活パーティ潜入捜査！」（2015年7月25日） - 醍醐正範 役
- 「おかしな刑事」第26作「年忘れ!!大感謝スペシャル」（2022年12月27日） - 稲葉隆 役

#### テレビ東京系列
- 刑事追う! 第2話「同期生」（1996年）

#### その他
- 黒い春（2006年、WOWOW） - 取材記者 役
- 連続ドラマW「マークスの山」 第2話（2010年10月、WOWOW） - 冒頭の官僚 役
- 満福少女ドラゴネット（2009年製作・2010年放送）

### Vシネマ
- 実録・安藤組外伝 餓狼の掟（2002年4月13日公開、東映ビデオ配給）
- 実録・安藤昇侠道伝 烈火（2002年9月21日公開、東映ビデオ配給）
- 鎧武/ガイム外伝 仮面ライダーデューク（2015年）信者 役

### CM
- 「ホテル志戸平」（2006年）
- 「政府広報 子供の防犯」（2006年）
- 「朝日新聞」無関心が真実を見えなくしている篇（2007年） - 父親 役（メイン）
- 「サントリーボス」 宇宙人ジョーンズ知事篇（2009年） - 議員 役
- 「ホテルエピナール那須」（2009年）

### 舞台
- 「たまのこしホスピス」（劇団ムーンチップス、作・演出：山田大樹）

### その他
- ミュージックビデオ「ケツメイシ」のシングル「こだま（ドラマ「ハガネの女」のエンディングテーマ」（2011年） - お父さん 役
- スチール「ヘルシア緑茶」車内吊広告（2009年）